# Ran (Sportsendung)
ran ist ein Markenname von Sportsendungen verschiedener deutscher Fernsehsender.
Bekannt wurde die Marke in den Jahren 1992 bis 2003 durch die Berichterstattung der Fußball-Bundesliga auf Sat.1.
Später wurde sie für die allgemeine Sportberichterstattung auf Sat.1 (seit 2009), kabel eins (seit Herbst 2009), Sat.1 Gold (April 2013), SIXX (Juni 2013), ProSieben Fun (Juni 2013) und ProSieben Maxx (April 2014) verwendet. Derzeit werden die Sportarten Rugby, Fußball, American Football, Basketball, Eishockey, Tennis, Boxen/Kickboxen, Extremsport, Surfen, eSport, Wrestling, Mixed Martial Arts sowie die DTM unter der Bezeichnung gezeigt.

## Geschichte

### Vorgeschichte
1986 zeigte Sat.1 erstmals Bundesliga-Fußball in seinem Programm. Man übertrug am vorletzten Spieltag der Bundesliga-Saison 1985/1986 das Spiel zwischen Tabellenführer Werder Bremen und Verfolger FC Bayern München. Obwohl damals Privatfernsehen von vielen Fernsehzuschauern nicht empfangen werden konnte, erreichte der Sender durch Übertragungen auf Großbildleinwänden und in Gaststätten eine gute Quote. Deswegen wollte Sat.1 bereits 1986 pro Spieltag der Fußball-Bundesliga ein Spiel live übertragen. 1988 unterlag man im Bieterkampf RTL plus und dieser zeigte die Spiele unter dem Titel Anpfiff.

### Start 1992
1992 erwarb schließlich die Rechteagentur ISPR um Leo Kirch die Erstverwertungsrechte an der Fußball-Bundesliga im Free-TV für Sat.1 und es kam am 14. August 1992 zur ersten Ausstrahlung der neuen Fußballshow. Chefmoderator wurde Reinhold Beckmann. In der Anfangszeit erntete die Sendung viel Lob von den Kritikern und erreichte Spitzenquoten von bis zu acht Millionen Zuschauern.
Aufgrund der vielen Werbeunterbrechungen musste die Sendung im neuen Jahrtausend jedoch vermehrt Kritik einstecken. Ende der 1990er Jahre wuchs auch die Kritik, dass der Sender zu sehr das Showelement des Fußballs betone. So begann Sat.1 seine Live-Übertragungen immer eine Stunde vor Anstoß und sendete in dieser Zeit Show-Auftritte und viel Werbung. Hinzu kam, dass man nun auch Kameras auf Spielerfrauen richtete. Was zunächst als willkommene Abwechslung gefeiert wurde und einen gewissen Voyeurismus des Publikums bediente, wurde später als „unwichtig“ und „dem Fußball nicht dienend“ kritisiert.
Als 2001 der Beginn der Sendung auf 20:15 Uhr verschoben wurde, um dem damals angeschlagenen Bezahlsender Premiere einen größeren Vorteil bei der Rechteverwertung zu schaffen, zog sich die Sendung den Unmut vieler Fans zu. Nach wenigen Wochen mit desolaten Quoten wurde der Beginn schließlich wieder auf 19:00 Uhr vorverlegt.

### Ende vonran2003
Sat.1 bezahlte für die Bundesligarechte jährlich bis zu 80 Millionen Euro, konnte diese jedoch nur zur Hälfte refinanzieren. Aus diesem Grund zog sich der Sender 2003 aus der Bundesliga-Berichterstattung zurück, seit diesem Zeitpunkt wird die Bundesliga wieder von der ARD-Sportschau präsentiert. Sat.1 erwarb stattdessen die Free-TV-Rechte für die Champions League für drei Jahre bis einschließlich der Saison 2005/2006.

### Fußballübertragungen nach Ende der Sendung
2006 zeigte Sat.1 am ersten Spieltag der neuen Bundesligasaison die Samstagskonferenz live, um für den neuen Bezahlsender Arena zu werben. Die Quoten blieben jedoch unter den Erwartungen, die Übertragung erreichte nur 2,6 Millionen Zuschauer und der Sender musste Kritik einstecken, weil er vor und nach den Spielen zu viel Werbung gesendet hatte.
Ab der Saison 2006/2007 erwarb Sat.1 die Rechte des UEFA-Cups ab dem Viertelfinale.
Seit der Saison 2007/2008 hatte der Sender auch wieder die Champions League im Programm. Die Champions-League-Sendungen wurden allerdings nicht mehr selbst produziert, sondern im Rahmen von „Champions TV“ vom Bezahlsender Premiere (heute Sky Deutschland) übernommen.
Beide Verträge liefen mit Ende der Saison 2008/2009 aus.

### Neuanfang vonran2009

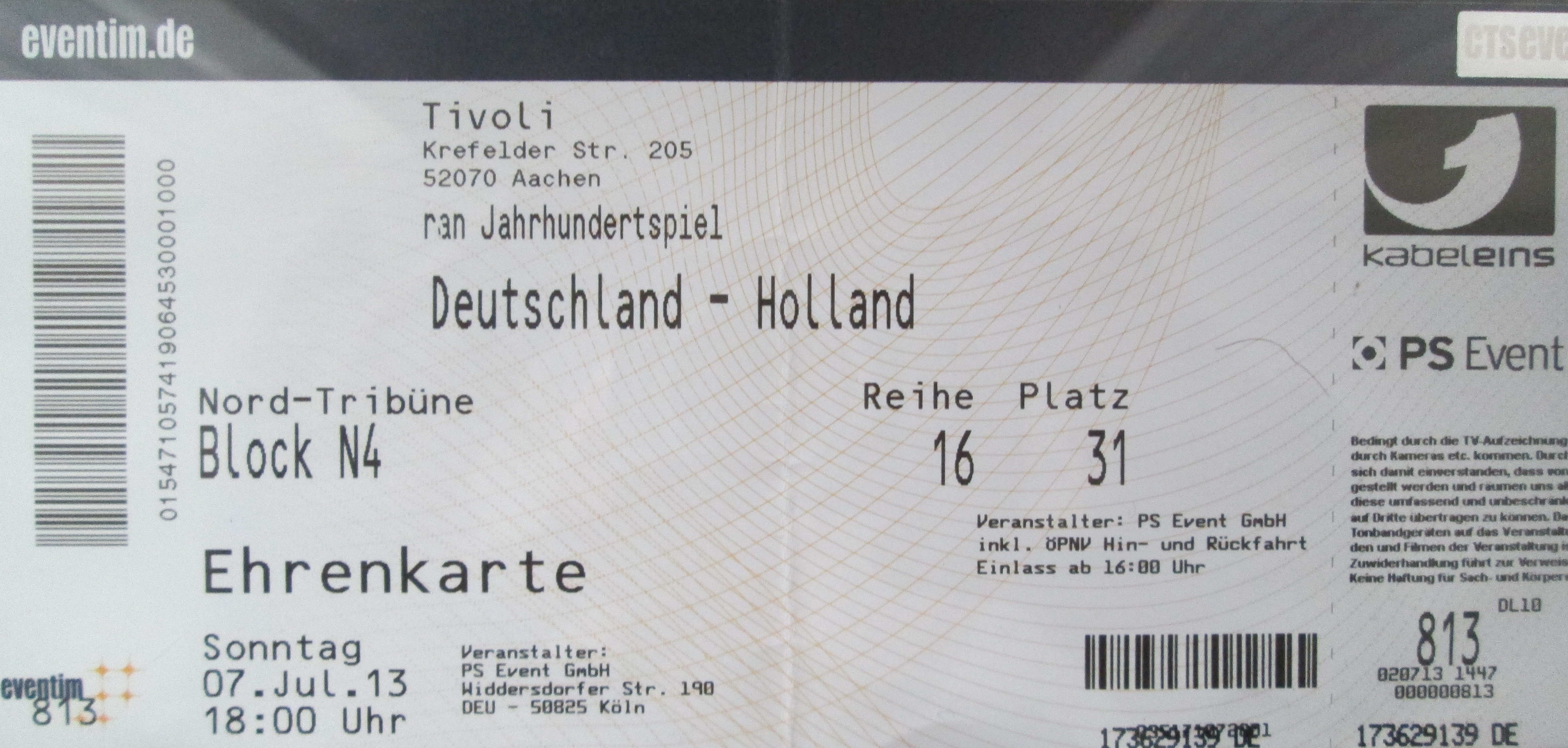
Eintrittskarte für das ran-Jahrhundertspiel zwischen Deutschland und den Niederlanden auf dem Tivoli

Sat.1 und Kabel 1 hielten sowohl die Free-TV-Rechte an der Champions League als auch an der neuen UEFA Europa League, die den UEFA Cup ersetzte. Diese Übertragungen wurden seit 2009 wieder unter dem Label „ran“ gezeigt, bestätigte der damalige Sat.1-Geschäftsführer Bolten. Seit Mitte August 2009 ist ran ebenfalls wieder im Internet vertreten. Im Dezember 2009 wurde bekannt, dass ran ab 2010 auch als Zeitschrift zu haben sein würde. Die Zeitschrift beinhaltete Hintergründe, Analysen und Porträts. Die Auflage lag bei 180.000 Exemplaren. Das Heft sollte mit der ersten Ausgabe am 10. Februar 2010 acht Mal im Jahr erscheinen. Am 12. November 2010 wurde bekannt, dass das Heft aufgrund zu niedriger Verkaufszahlen wieder eingestellt würde. Die letzte Ausgabe 06/2010 erschien am 13. Oktober 2010, die nächste geplante Ausgabe am 17. November 2010 erschien bereits nicht mehr.
Zur Saison 2012/2013 hat Sat.1 die Rechte an der Champions League an das ZDF abgegeben. Die Rechte an der Europa League wurden jedoch behalten. Bis zum Ende der Saison 2014/15 wurden pro Spielwoche ein Livespiel und die Höhepunkte auf dem kleineren Sender Kabel 1 ausgestrahlt. Danach wurden die Rechte an der Europa League von Sport1 erworben. Seit 2012 überträgt Sat.1 wieder den Super Bowl, das Finale der American-Football-Meisterschaft, welches bereits von 1999 bis 2003 von Sat.1 und nach Verlust der Rechte von 2004 bis 2011 im Ersten übertragen worden war.
Am 24. April 2013 wurde bekannt, dass Sat.1 und Kabel 1 Free-TV-Rechte an der U-21-Fußball-Europameisterschaft erwarben und diese ab dem 6. Juni 2013 ausstrahlen würden. Aus Israel berichteten die Moderatorin Andrea Kaiser sowie die Kommentatoren Hansi Küpper und Holger Pfandt. Doch nach schlechten Ergebnissen des deutschen Teams wurde die deutsche Beteiligung nur auf Kabel 1 ausgestrahlt. Im Jahr 2004 hatte Sat.1 bereits die Rechte an der U-21-Fußball-Europameisterschaft 2004 gehabt und damit bis zu 16,5 Prozent Marktanteil in der Zielgruppe erzielt.
Am 18. Dezember 2015 wurde bekannt, dass es zwischen ProSiebenSat.1 und der Sport-Rechte Agentur von ARD und ZDF SportA zu einer Einigung hinsichtlich der Sublizenzierung von sechs Spielen der Fußball-Europameisterschaft 2016 kam. Es handelte sich hier um die Parallelspiele des letzten Spieltages der Gruppenphase, welche auf Sat.1 ausgestrahlt wurden. Am 9. Mai 2016 wurde ebenfalls bekannt, dass die Ausstrahlungsrechte des Copa América Centenario erworben wurden. Es wurden zwölf Vorrundenpartien des Turniers auf Kabel 1, sowie sieben K.-o.-Spiele auf Sat.1 ausgestrahlt. Daneben waren alle 32 Partien des Turniers per Livestream auf ran.de verfügbar.
Ab der NFL-Saison 2015 übertrug ProSieben Maxx jeden Sonntag 2 Spiele aus der NFL, an einigen Sonntagen sogar 3. Zusätzlich wurden alle Spiele der Playoffs abwechselnd auf ProSieben Maxx und ProSieben übertragen. Am 13. Januar 2017 hatte die Sendung anlässlich der Playoffs 2016/17 erstmals seit Beginn der Übertragungen ein Live-Publikum im Studio. Jan Stecker, Roman Motzkus, Uwe Morawe und Patrick Esume bildeten jeweils zu zweit das Kommentatoren- bzw. Expertenduo. Nach der Saison 2016/17 verließ Frank Buschmann das Moderationsgespann. Seit der ersten Sendung ist zudem Icke Dommisch fester Bestandteil der Sendung.
Ab der Saison 23/24 verlor Prosiebensat1  das Recht zur Ausstrahlung von Spielen der NFL an RTL Deutschland.
Für Ende 2014 plante man einen eigenen Sportsender namens ran+. Später wurden entsprechende Pläne allerdings wieder auf Eis gelegt.
Ab der Fußball-Bundesliga Saison 2021/22 zeigte ran jeweils neun Spiele im Free-TV. Dabei handelt es sich um die vier Relegationsspiele, die Freitagsspiele des ersten, 17. und 18. Spieltags, den DFL-Supercup und das Eröffnungsspiel der 2. Fußball-Bundesliga.
Im Oktober 2021 wurde bekanntgegeben, dass ran ab Februar 2022 pro Woche ein Spiel der US-amerikanischen National Hockey League überträgt.

## Sportarten (Auswahl)
| Fußball           | Fußball-Bundesliga                                                                                  | 1992 2021           | 2003 2025           | Sat.1                                      |      |      |                |
| Fußball           | UEFA Champions League                                                                               | 2003 2007 2009      | 2006 2009 2012      | Sat.1                                      |      |      |                |
| Fußball           | U-21-Fußball-Europameisterschaft                                                                    | 2004 2013           | 2004 2013           | Sat.1 kabel eins                           |      |      |                |
| Fußball           | UEFA Super Cup                                                                                      | 2009                | 2012                | Sat.1                                      |      |      |                |
| Fußball           | UEFA Cup (bis 2008) UEFA Europa League (seit 2009)                                                  | 2007 2007 2009 2010 | 2008 2009 2012 2015 | ProSieben Sat.1 kabel eins                 |      |      |                |
| Fußball           | Telekom Cup (seit 2013) Liga total!-Cup (2010–2012) T-Home Cup (2009)                               | 2009                | aktiv               | Sat.1                                      |      |      |                |
| Fußball           | das ran-Jahrhundertspiel                                                                            | 2012                | aktiv               | kabel eins                                 |      |      |                |
| Fußball           | Benefizspiel                                                                                        | 2013                | 2013                | kabel eins                                 |      |      |                |
| Fußball           | AUDI Summer Tour                                                                                    | 2014                | 2014                | kabel eins                                 |      |      |                |
| Fußball           | Fußball-Europameisterschaft                                                                         | 2016                | 2016                | Sat.1                                      |      |      |                |
| American Football | Super Bowl                                                                                          | 1999 2012           | 2003 2023           | Sat.1 ProSieben (Seit 2018)                |      |      |                |
| American Football | die Conference Finals der National Football League                                                  | 2013                | 2023                | Sat.1 ProSieben (Seit 2018)                |      |      |                |
| American Football | National Football League                                                                            | 2015                | 2023                | ProSieben Maxx Sat.1 ProSieben (Seit 2017) |      |      |                |
| American Football | College Football                                                                                    | 2019                | 2024                | ProSieben Maxx                             |      |      |                |
| American Football | European League of Football                                                                         | 2021                | aktiv               | ProSieben Maxx                             |      |      |                |
| Boxen / Kickboxen | U.a. Felix Sturm, Robert Stieglitz, Christine Theiss, Christina Hammer , Julia Irmen und Marie Lang | 1998 2010 2012      | 2001 aktiv          | Sat.1 Sat.1 kabel eins                     |      |      |                |
| Automobilsport    | ADAC GT Masters                                                                                     | 2010                | 2014                | kabel eins                                 |      |      |                |
| Automobilsport    | 24-Stunden-Rennen von Le Mans                                                                       | 2011                | 2011                | Sat.1                                      |      |      |                |
| Automobilsport    | Race of Champions                                                                                   | 2011                | 2013                | Sat.1                                      |      |      |                |
| Automobilsport    | DTM                                                                                                 | 2018 2022           | 2021 aktiv          | Sat.1 Pro 7                                |      |      |                |
| Eishockey         | National Hockey League                                                                              | 2022                | aktiv               | ProSieben Maxx                             |      |      |                |
| Golf              | BMW International Open                                                                              | 2011                | 2011                | Sat.1                                      |      |      |                |
| Basketball        | Basketball-Bundesliga                                                                               | 2000 2012           | 2003 2013           | Sat.1 kabel eins                           | 2017 | 2017 | ProSieben Maxx |
| Basketball        | EuroCup                                                                                             | 2016                | 2017                | ProSieben Maxx                             |      |      |                |
| Basketball        | National Basketball Association                                                                     | 2023                | aktiv               | ProSieben Maxx & ProSieben                 |      |      |                |
| Tennis            | Fed Cup                                                                                             | 2013                | 2016                | Sat.1 Gold                                 |      |      |                |
| Tennis            | Davis Cup                                                                                           | 2013                | 2016                | Sat.1 Gold                                 |      |      |                |
| Tennis            | WTA                                                                                                 | 2013                | 2014                | ran.de                                     |      |      |                |
| Beachvolleyball   | Beachvolleyball-Europameisterschaft 2013                                                            | 2013                | 2013                | SIXX                                       |      |      |                |
| Extremsport       | X-Games                                                                                             | 2013                | aktiv               | ProSieben Fun                              |      |      |                |
| Extremsport       | Red Bull X-Fighters                                                                                 | 2014                | aktiv               | ProSieben Fun                              |      |      |                |
| Extremsport       | FISE                                                                                                | 2014                | aktiv               | ProSieben Fun                              |      |      |                |
| Extremsport       | Bowl-a-rama                                                                                         | 2014                | aktiv               | ProSieben Fun                              |      |      |                |
| Surfen            | Australian Open of Surfing                                                                          | 2014                | aktiv               | ProSieben Fun                              |      |      |                |
| Surfen            | US Open of Surfing                                                                                  | 2014                | aktiv               | ProSieben Fun                              |      |      |                |
| Wrestling         | Smackdown RAW                                                                                       | 2014 2017           | aktiv aktiv         | ProSieben Maxx                             |      |      |                |

Anmerkungen:
1. ↑  Von 2003 bis 2006 wurde die UEFA Champions League nicht unter der Marke "ran" gezeigt.
2. ↑  Von 2007 bis 2009 wurde die UEFA Champions League unter der Marke "Champions TV" gezeigt.
3. ↑  Die U-21-Fußball-Europameisterschaft 2004 wurde nicht unter der Marke "ran" gezeigt.
4. ↑  Von 2007 bis 2009 wurde der UEFA Cup nicht unter der Marke "ran" gezeigt.
5. ↑  Einige Spiele werden auch auf Sat.1 Gold übertragen.
6. ↑  Es wurden Zweites Halbfinale, Spiel um Platz 3 und Finale gezeigt.

## Sendungen
- Täglich Ran (Sportteil im Sat1 Frühstücksfernsehen ; Mod.: Ursula Hoffmann, Lou Richter, Jörg Schlockermann und Matthias Stach)
- Sport in 18.30 (Sportnachrichten in den Sat1 Nachrichten ; Mod.: Gaby Papenburg und Oliver Welke)
- ran am Freitag (Magazin, 30 min.)
- ran am Samstag (Magazin, 90 min.)
- ran am Sonntag (Magazin, 90 min.)
- ran - Sat1 Boxen / live ran - Sat1 Boxen (Boxmagazin/Mod: Steffen Simon / Kommentator: Erich Laaser)

## Moderatoren
| Moderator(in)              | Jahr(e)               | Sendungen |                                                                                   |
| -------------------------- | --------------------- | --- | --------------------------------------------------------------------------------- |
| Johannes B. Kerner         | 1992–1997; 2009–2012  | Moderierte und analysierte regelmäßig Spiele der UEFA Champions League mit Franz Beckenbauer. |                                                                                   |
| Reinhold Beckmann          | 1992–1998             | Moderation und Konzeption |                                                                                   |
| Matthias Stach             | 1992–1997 und ab 2013 | Kommentierte den Fed Cup auf Sat.1 Gold und in den 1990ern viele Tennismatches sowie Basketball und Fußball bei Sat.1. |                                                                                   |
| Gaby Papenburg             | 1992–2003             | Sport in 18.30, Früh Ran im Sat.1-Frühstücksfernsehen, Ran am Mittwoch, Ran am Sonntag, "Ran am Freitag" (Anchorwoman) |                                                                                   |
| Thomas Herrmann            | 1992–2002             | Kommentierte regelmäßig Spiele der Bundesliga. |                                                                                   |
| Markus Höhner              | 1992–2003             | Kommentierte regelmäßig Spiele der Bundesliga sowie American Football und Eishockey. |                                                                                   |
| Jörg Schlockermann         | 1993–                 | täglich Ran |                                                                                   |
| Jörg Wontorra              | 1993–2003             | Ranissimo, Ran am Samstag |                                                                                   |
| Jörg Dahlmann              | ab 1993               | Kommentierte regelmäßig Zusammenfassungen der UEFA Europa League, bis 2012 auch der UEFA Champions League. |                                                                                   |
| Werner Hansch              | 1993–2006             | Kommentierte regelmäßig Spiele der Bundesliga und der UEFA Champions League. |                                                                                   |
| Erich Laaser               | ab 1993               | Kommentierte regelmäßig Spiele der UEFA Europa League, hat bis 2012 auch Spiele der UEFA Champions League kommentiert. |                                                                                   |
| Oliver Welke               | 1996–2003; 2009–2012  | täglich Ran im Sat.1-Frühstücksfernsehen, Sport in 18.30, Ran am Freitag, Ran am Samstag, Ranissimo, moderierte und analysierte regelmäßig Spiele der UEFA Europa League. |                                                                                   |
| Dirc Seemann               | 1996 bis 2015         | Kommentierte regelmäßig Zusammenfassungen der UEFA Europa League, bis 2012 auch der UEFA Champions League und daneben Tennis sowie Motorsport. |                                                                                   |
| Tom Scheunemann            | 1996–2006             | Kommentierte regelmäßig Spiele der Bundesliga und der UEFA Champions League sowie der Deutschen Eishockey Liga und der Eishockey-WM. |                                                                                   |
| Lou Richter                | 1997–2003             | "ran am Freitag", "jump ran", "täglich ran", "ran am Sonntag" |                                                                                   |
| Steffen Simon              | 1998–2000             | Moderation der Bundesliga |                                                                                   |
| Ursula Hoffmann            | 1999–2002             | täglich Ran im Sat1 Frühstücksfernsehen; Fieldreporterin bei ran |                                                                                   |
| Monica Lierhaus            | 1999–2001             | Ranissimo, Ran am Samstag |                                                                                   |
| Andrea Kaiser              | ab 2009               | Moderiert und analysiert regelmäßig Spiele der UEFA Europa League. |                                                                                   |
| Wolff-Christoph Fuss       | 2009–2012; 2021 -     | Kommentierte regelmäßig Spiele der UEFA Champions League und seltener Spiele der UEFA Europa League. Kommentator bei ranBundesliga |                                                                                   |
| Hansi Küpper               | ab 2009               | Kommentierte regelmäßig Spiele der UEFA Europa League, hat bis 2012 auch Spiele der UEFA Champions League kommentiert. |                                                                                   |
| Holger Pfandt              | ab 2009               | Kommentierte regelmäßig Spiele der UEFA Europa League, hat bis 2012 auch Spiele der UEFA Champions League kommentiert. |                                                                                   |
| Peter Hadernacke           | 2009–2011             | |                                                                                   |
| Andreas Koch               | ab 2009               | |                                                                                   |
| Matthias Killing           | ab 2010               | Moderierte und analysierte regelmäßig Spiele der UEFA Europa League, der Basketball-Bundesliga und des Fed- und Davis-Cup. |                                                                                   |
| Rainer Braun               | 2010–2011             | Kommentierte regelmäßig die Rennen der ADAC GT Masters. |                                                                                   |
| Patrick Simon              | 2011–2013             | Kommentiert regelmäßig die Rennen der ADAC GT Masters. |                                                                                   |
| Alexander von der Groeben  | ab 2011               | Kommentiert regelmäßig Boxen. |                                                                                   |
| Frank Buschmann            | 2012–2017             | Kommentiert den Super Bowl auf Sat.1, regelmäßig die Basketballspiele auf Kabel 1 und ProSieben Maxx sowie die NFL auf ProSieben Maxx, kommentierte Spiele der UEFA Europa League, moderierte und analysierte ab 2014 regelmäßig Spiele der UEFA Europa League und danach bzw. in der Halbzeitpause die Ran-on-Webshow Buschi geht ran mit zusätzlichen Gästen. |                                                                                   |
| Florian Bauer              | 2012–2013             | Kommentierte regelmäßig die Ran-on-Webshow und diente als Blogger der Ran Webseite, sowie als Feldreporter bei Europa-Cup-Spielen. Auch beim Tennis ist er ab und zu als Live-Kommentator zu hören. |                                                                                   |
| Friedemann Karig           | 2012–2014             | Kommentierte regelmäßig die Ran-on-Webshow gemeinsam mit Lutz Pfannenstiel als Experten. |                                                                                   |
| Bernd Schuster             | 2012–2013             | Experte bei Spielen der UEFA Europa League |                                                                                   |
| Oliver Pocher              | 2013                  | Moderierte als Vertretung die UEFA Europa League |                                                                                   |
| Uwe Morawe                 | ab 2015               | Kommentierte die UEFA Europa League & seit 2017 kommentiert er die Zusammenfassungen der American Football League |                                                                                   |
| Jacques Schulz             | ab 2013               | Kommentiert regelmäßig die Rennen der ADAC GT Masters. |                                                                                   |
| Herbert Gogel              | ab 2013               | Kommentiert regelmäßig Tennis bei ran.de und Sat.1 Gold. |                                                                                   |
| Florian Schmidt-Sommerfeld | 2015–2017             | Kommentiert regelmäßig American-Football-Spiele der NFL. |                                                                                   |
| Icke Dommisch              | ab 2015               | Net-Man bei ranFootball, Moderator des US-Sportmagazins Locker Room, Moderator ranNBA |                                                                                   |
| Patrick Esume              | ab 2015               | Experte bei ranFootball |                                                                                   |
| Carsten Spengemann         | ab 2017               | Moderator und Kommentator bei ranFootball |                                                                                   |
| Markus Babbel              | ab 2021               | Co-moderiert regelmäßig die Fußball Web-Show und ist Experte. |                                                                                   |
| René Adler                 | ab 2021               | Co-moderiert regelmäßig die Fußball Web-Show und ist Kolumnist. |                                                                                   |
| Matthias Preuß             |                       | Kommentiert regelmäßig Kickboxen. |                                                                                   |
| Matthias Opdenhövel        | ab 2021               | Moderator von ranBundesliga |                                                                                   |
| Franz Büchner              | ab 2022               | Kommentator bei ran NHL |                                                                                   |
| Christian Ehrhoff          | ab 2022               | Experte bei ran NHL |                                                                                   |
| Rick Goldmann              | ab 2022               | Experte bei ran NHL |                                                                                   |
| Jochen Hecht               | ab 2022               | Experte bei ran NHL |                                                                                   |
| Basti Schwele              | ab 2022               | Kommentator bei ran NHL |                                                                                   |
| Alexander Sulzer           | ab 2022               | Ehem. Nationalspieler, Experte bei ran NHL |                                                                                   |
| Alexander Schlüter         | ab 2023               | Moderator bei ranNBA |                                                                                   |
| Alex King                  | ab 2023               | Ehem. Nationalspieler, Experte bei ranNBA |                                                                                   |
| Ireti Amojo                | ab 2023               | Ehem. Nationalspielerin, Expertin bei ranNBA |                                                                                   |
| Patrick Femerling          | ab 2023               | Ehem. Nationalspieler, Experte bei ranNBA |                                                                                   |
| Liam Carpenter             | ab 2023               | Ehem. Bundesligaspieler, Experte bei ranNBA |                                                                                   |
| Alex Vogel                 | ab 2023               | Sportlicher Leiter bei den MLP Academics Heidelberg, Experte bei ranNBA |                                                                                   |
| Markus Krawinkel           | ab 2023               | Moderator bei ranNBA |                                                                                   |
| Jan Lüdeke                 | ab 2023               | Moderator bei ranNBA |                                                                                   |
| Christian Düren            | ab 2023               | Moderator bei ranNBA | Experte und Co-Kommentator, bei Ran Fußball (Bundesliga & 2. Fußball-Bundesliga). |